# Why (Discharge)
Why è il primo album in studio del gruppo hardcore punk inglese Discharge, pubblicato nel 1982 da Clay Records. È considerato un album molto importante perché contribuì a rivitalizzare la scena punk inglese allora in declino. Fu in seguito pubblicato anche in Giappone tramite l'etichetta Vap Inc. nel 1985.
Nel 2007 il disco è stato ristampato da Captain Oi! con l'aggiunta dei primi tre EP della band Realities of War, Decontrol e Fight Back e di due tracce live.

## Tracce
1. Visions of War - 1:38
2. Does This System Work? - 1:15
3. A Look at Tomorrow - 1:55
4. Why? - 1:09
5. Maimed and Slaughtered - 1:06
6. Mania for Conquest - 1:14
7. Ain't No Feeble Bastard - 1:29
8. Is This to Be? - 1:30
9. Massacre of Innocence (Air Attack) - 1:22
10. Why? (Reprise) - 1:48

### Bonus track (ristampa 2007)
Bonus track
1. Realities of War - 1:09
2. They Declare It - 1:11
3. But After the Gig - 1:15
4. Society's Victim - 1:14
5. Fight Back - 1:16
6. War's No Fairytale - 1:16
7. Always Restrictions - 1:18
8. You Take Part in Creating This System - 1:16
9. Religion Instigates - 1:37
10. Decontrol - 2:34
11. It's No T.V. Sketch - 1:33
12. Tomorrow Belongs to Us - 1:32
13. Maimed and Slaughtered (live)- 1:21
14. Decontrol (live) - 2:45

## Formazione
- Kelvin "Cal" Morris - voce
- Tony "Bones" Roberts - chitarra
- Roy "Rainy" Wainwright - basso
- Terry "Tezz" Roberts - batteria

### Crediti
Crediti
- Ian Glasper - note
- Mark Brennan - note, coordinatore
- Steve Hammonds - coordinatore
- Tim Smith - design
- Tim Turan - mastering
- Denis Blackham - mastering
- Kelvin "Cal" Morris - design
- Gavin Sutherland - ingegneria del suono
- Mike Stone - missaggio
- John Brierley - missaggio